# Philippe Robrieux
Philippe Robrieux (* 20. Januar 1936 in Paris; † 1. Oktober 2010) war ein französischer Politiker und Historiker mit Forschungsschwerpunkt auf der Geschichte der Parti communiste français (PCF).

## Biografie
Während des Besuchs eines Gymnasiums in Paris wurde er Mitglied der Mouvement Jeunes Communistes de France (MJCF) und trat während des Besuchs des Lycée Buffon einer kommunistischen Zelle bei, wo er politische Streitgespräche mit Gabriel Cohn-Bendit, dem Bruder Daniel Cohn-Bendits, und Laurent Terzieff führte. Nach der Wiederbegründung der kommunistischen Studentenorganisation Union des étudiants communistes (UEC) 1956 folgte er zwar nicht der orthodoxen Haltung der Führung der PCF, war aber dennoch Generalsekretär der UEC von 1959 bis 1961.
Als solcher hielt er auf dem XV. Parteitag der PCF im Juni 1959 eine beeindruckende Rede und nahm danach ein Jahr lang an den Sitzung des Zentralkomitees (ZK) der Partei teil, obwohl er kein offizielles Mitglied war.
Im Dezember 1960 wurde er allerdings auf dem 4. Kongress der UEC nicht als Generalsekretär dieser Organisation wiedergewählt und wurde vielmehr im Februar 1961 eines der Opfer der sogenannten „Affäre Servin-Casanova“, bei der es zur Entmachtung prominenter PCF-Politiker wie Marcel Servin und Laurent Casanova kam, nachdem diesen Revisionismus in Bezug auf die Neuausrichtung der Politik der Sowjetunion und der KPdSU vorgeworfen wurde. In der Folgezeit gehörte er zu den Befürwortern eines „italienischen Kurses“ innerhalb der UEC in Anlehnung an die kritischere Haltung der Kommunistischen Partei Italiens gegenüber der KPdSU. 1968 trat er schließlich aus der PCF aus.
Als Chronist der PCF stand er vor allem unter dem Einfluss eines seiner Gymnasiallehrer, Jean Dautry, der auch ein anerkannter Fachmann der Geschichte der Arbeiterbewegung war. Bereits sein 1975 veröffentlichtes Buch Maurice Thorez. Vie secrète et vie publique führte zu einer Kontroverse, da es aufdeckte wie die Führung der PCF unter Generalsekretär Maurice Thorez versuchte die Veröffentlichung des Berichts von Nikita Sergejewitsch Chruschtschow auf dem 20. Parteitag der KPdSU im Februar 1956 zu „entschärfen“. Diese Hinterfragung des Stalinismus betraf insbesondere die engste Parteiführung um Thorez und Jacques Duclos. Stattdessen sah Robrieux eine mögliche Annäherung der PCF an die Kommunistische Partei Chinas zu Beginn der 1960er Jahre.
Danach setzte er seine Studien über die Geschichte der PCF fort und war als Historiker am Centre national de la recherche scientifique (CNRS) tätig. Seine eigenen Erfahrungen in der PCF und der UEC veröffentlichte er 1977 in der Autobiografie Notre Génération communiste (1953-1968).
Seine in vier Bänden zwischen 1980 und 1984 erschienene Histoire intérieure du Parti communiste, eine Abhandlung über die interne Parteigeschichte, obgleich sie von den offiziellen Historikern der PCF ablehnend gesehen wird. Eine ähnlich kenntnisreiche Darstellung wurde bisher nur von Annie Kriegel in ihrem 1964 veröffentlichten Werk Aux origines du communisme français 1914-1920 vorgenommen, obschon diese sich nur auf einen sehr kurzen Zeitraum beschränkte.
Zu seinen weiteren Veröffentlichungen gehören La Secte (1985) sowie L'Affaire Manouchian (1986).